# فرودگاه شهری بوفالو (مینه‌سوتا)
فرودگاه شهری بوفالو (مینه‌سوتا) (به انگلیسی: Buffalo Municipal Airport (Minnesota)) یک فرودگاه همگانی بهره‌برداری هوایی است که یک باند فرود آسفالت دارد و طول باند آن ۷۹۲ متر است. این فرودگاه در شهر بوفالو، مینه‌سوتا کشور ایالات متحده آمریکا قرار دارد و در ارتفاع ۲۹۵ متری از سطح دریا واقع شده‌است.